# Platysteira concreta
Platysteira concreta е вид птица от семейство Platysteiridae.

## Разпространение
Видът е разпространен в Ангола, Бурунди, Габон, Гана, Гвинея, Екваториална Гвинея, Камерун, Демократична република Конго, Република Конго, Кот д'Ивоар, Кения, Либерия, Нигерия, Руанда, Сиера Леоне, Танзания, Уганда и Централноафриканската република.